# Muellerobryum whiteleggei
Muellerobryum whiteleggei là một loài Rêu trong họ Pterobryaceae. Loài này được (Broth.) M. Fleisch. miêu tả khoa học đầu tiên năm 1905.